# Mantis callifera
Mantis callifera är en bönsyrseart som beskrevs av Wood-mason 1882. Mantis callifera ingår i släktet Mantis och familjen Mantidae. Inga underarter finns listade i Catalogue of Life.